# سرخیو فرناندز (بازیکن فوتبال، زاده ۱۹۷۵)
سرخیو فرناندز (انگلیسی: Sergio Fernández؛ زادهٔ ۹ فوریهٔ ۱۹۷۵) بازیکن فوتبال اهل اسپانیا است.
از باشگاه‌هایی که در آن بازی کرده‌است می‌توان به باشگاه فوتبال هرکولس، باشگاه فوتبال نومانسیا، و باشگاه فوتبال رئال مورسیا اشاره کرد.